# Beitun (Xinjiang)
Pour le district, voir Beitun.
Beitun (北屯 ; pinyin : Beǐtún) est une ville de la région autonome du Xinjiang en Chine. Elle est située à 65 km au sud-sud-ouest de la ville d'Altay, chef-lieu de la préfecture d'Altay dont elle dépend. Elle est administrée directement par le Corps de construction et de production du Xinjiang (Bingtuan).

## Géographie
La ville de Beitun est située dans la vallée de la rivière Ertix, qui prend sa source dans les monts Altaï, traverse la Sibérie et se jette dans l'océan Arctique après avoir rejoint l'Ob.

## Climat
Le climat est de type continental sec. Les températures moyennes pour la ville de Beitun vont de –18,8 °C pour le mois le plus froid à +23,4 °C pour le mois le plus chaud, avec une moyenne annuelle de 4,1 °C, et la pluviométrie y est de 93,9 mm.

## Économie

### Entreprises
- Aletai Beitun Guangxian Mineral Products Co. Ltd. : Fiche descriptive (en)
- Beitun Guangxian Mineral Products Processing Factory : Fiche descriptive (en)